# Gymnura altavela
Gymnura altavela (Linnaeus, 1758), comunemente chiamato altavela è un pesce raiforme appartenente alla famiglia Gymnuridae. Si tratta del rappresentante di maggiori dimensioni del genere Gymnura, raggiungendo un'ampiezza massima del disco di 4 metri.

## Distribuzione e habitat
Vive nelle acque costiere tropicali e subtropicali dell'Atlantico, con una distribuzione tendenzialmente non uniforme. Sul lato occidentale, andando da nord a sud, la si ritrova dalle coste del Massachusetts fino al Rio della Plata in Argentina, mentre dal lato orientale si spinge a nord fino alle coste settentrionali del Portogallo, ed a sud fino all'Angola. La sua presenza era un tempo segnalata in tutto il Mar Mediterraneo, compreso il mar Nero, mentre al giorno d'oggi è ristretta al bacino meridionale.

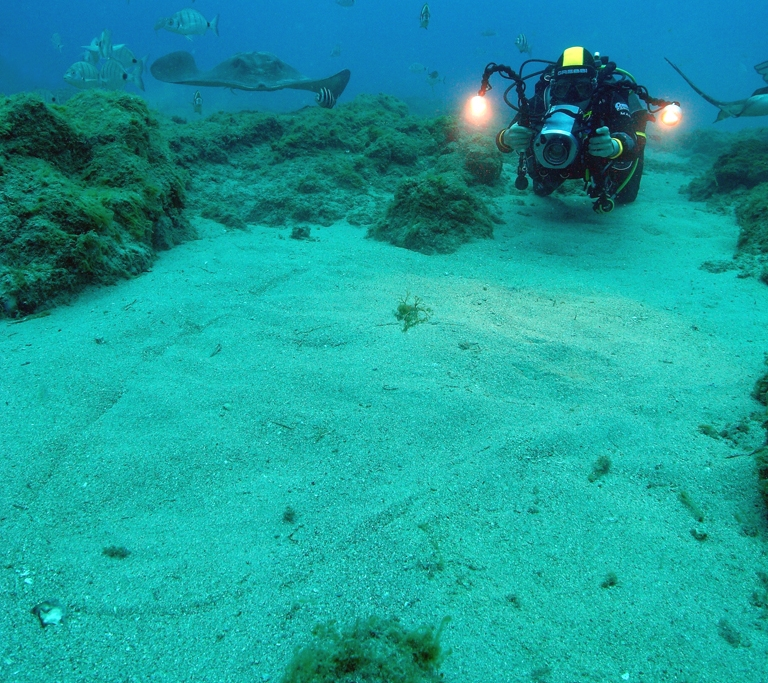
Un esemplare perfettamente mimetizzato nel fondo sabbioso

Frequenta abitualmente acque poco profonde, tra i 5 ed i 100 metri, sui fondali sabbiosi o melmosi, spingendosi anche molto vicino a riva.

## Descrizione
Il corpo dell'altavela è costituito da un disco fortemente compresso a forma di aquilone largo circa due volte la sua lunghezza. Il muso presenta un brevissimo rostro. Gli occhi sono piccoli e seguiti dai due spiracoli, dotati di una modesta appendice peduncolata. Sul ventre si aprono bilateralmente le cinque fessure branchiali, di piccole dimensioni, e più anteriormente la bocca, quasi rettilinea, dotata di 98-138 denti nell'arcata mascellare e 78-110 su quella mandibolare, disposti in 10-12 file. Posteriormente si diparte un'appendice caudale piuttosto breve, lunga circa un quarto del disco, sormontata alla base da una o due spine parzialmente seghettate.
La colorazione sul dorso varia tra il bruno ed il grigio marezzato, mentre sul lato ventrale è lattescente.
La massima larghezza del disco ufficialmente registrata è stata di 4 metri, ed un peso di 60 kg.

## Biologia

### Comportamento
Frequenta abitualmente fondali sabbiosi o melmosi, dove può proteggersi più facilmente, seppellendosi e lasciando sporgere fuori solo gli occhi ed i due spiracoli. La caratteristica impronta lasciata dal corpo può essere osservata anche molto tempo dopo il suo spostamento. Malgrado la presenza di spine velenifere, non è considerata pericolosa per l'uomo.

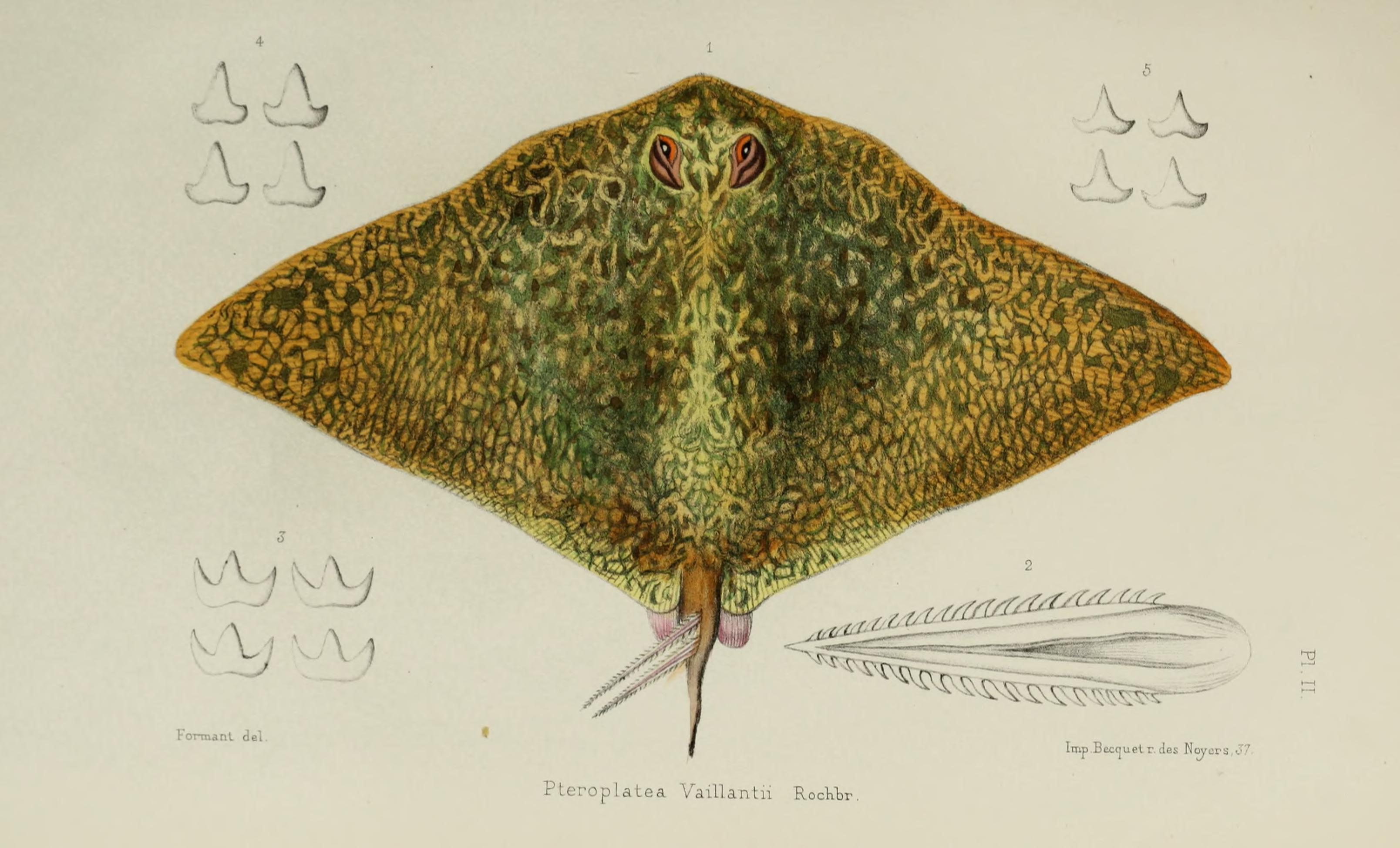
Alphonse Trémeau de Rochebrune, disegno di G. altavela tratto dal suo libro Faune de la Sénégambie; notare la didascalia che riporta ancora il nome scientifico con cui la classificò, Pteroplatea vaillantii Rochebrune, 1880.

### Alimentazione
Essendo animale prettamente bentonico, l'altavela si nutre di piccoli pesci e crostacei, molluschi ed altre creature di fondo di piccole dimensioni. Per la caccia utilizza le sue ampie pinne pettorali per colpire e stordire le prede, prima di inghiottirle.

### Riproduzione
Si tratta di una specie ovovivipara sprovvista di placenta: le uova si schiudono all'interno dell'utero, dove prosegue lo sviluppo embrionale, durante il quale il sostentamento viene fornito direttamente dalle componenti del fluido intrauterino. La gestazione dura circa 6 mesi e nascono un numero variabile di piccoli, da 2 a 6.

## Pesca e rapporti con l'uomo
Le sue carni sono apprezzate in alcune località e per questo viene pescata soprattutto nelle aree meridionali del Mediterraneo e sulle coste del Brasile. Pur non essendo una specie facilmente adattabile alla vita in cattività, si è riusciti a farla ambientare in alcuni acquari di grandi dimensioni.

## Stato di conservazione
Il basso tasso di riproduzione e la pressione dovuta alla pesca hanno inciso sensibilmente su questa specie, che è stata inserita nella lista rossa IUCN tra le specie vulnerabili (VU). In particolare in tutto il Mediterraneo ed in Brasile, dove una volta era segnalata con frequenza, è diventata decisamente rara, tanto che il suo status locale è stato elevato a critico (CR).